# ناتان رابرتسون
ناتان رابرتسون (انگلیسی: Nathan Robertson؛ زادهٔ ۳۰ مهٔ ۱۹۷۷) بدمینتون‌باز اهل بریتانیا است.